# Phlomis breviflora
Phlomis breviflora là một loài thực vật có hoa trong họ Hoa môi. Loài này được Benth. miêu tả khoa học đầu tiên năm 1830.